# Thorbjørn Damgaard
Thorbjørn Damgaard (7 luglio 1891 – 12 dicembre 1980) è stato un calciatore norvegese, di ruolo centrocampista.

## Carriera

### Club
Damgaard giocò con la maglia del Frigg.

### Nazionale
Conta una presenza per la Norvegia. Il 3 novembre 1912, infatti, fu in campo nella sconfitta per 4-2 contro la Svezia.

## Palmarès

### Club

#### Competizioni nazionali
- Coppa di Norvegia: 2

Frigg: 1914, 1916